# مستقيمات متخالفة

رسم لمستقيمين متخالفين

في الهندسة الرياضية، المستقيمان المتخالفان (Skew lines) هما مستقيمان ليسا متوازيان ولا يتقاطعان، وبهذا فإنهما يكونان في مستويين مختلفين. مثال على المستقيمن المتخالفين، ضلعين في مكعب لا ينتميان لوجه مشترك و بالتالي يوجد دائما مستويان متوازيان يمران بهما .
.

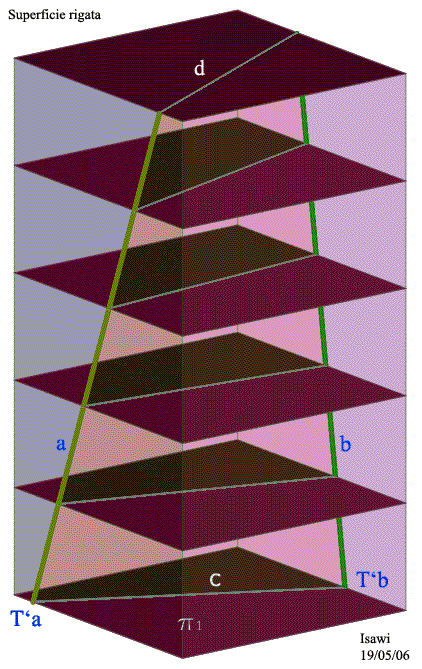
مثال لخطوط متخالفة, محددة في هذة الحالة سطح مسطر

خطين يكونان متخالفان في الإسقاطات العمودية (طريقة مونج)، عندما نقاط تقاطع إسقاطاتهما لا ينتميان إلى خط التناظر نفسه.

في الحياة اليومية, لمعرفة ما إذا كان خطان يتقاطعان في نفس النقطة P أو أنهما متخالفان، من الضروري النظر إليهما من جهة أخرى (أي إجراء إسقاط آخر)، إذا اتضح أن نقطة التقاطع P بقيت نفسها، فهذا يعني أن الخطين متقاطعان وبالتالي غير متخالفان. 

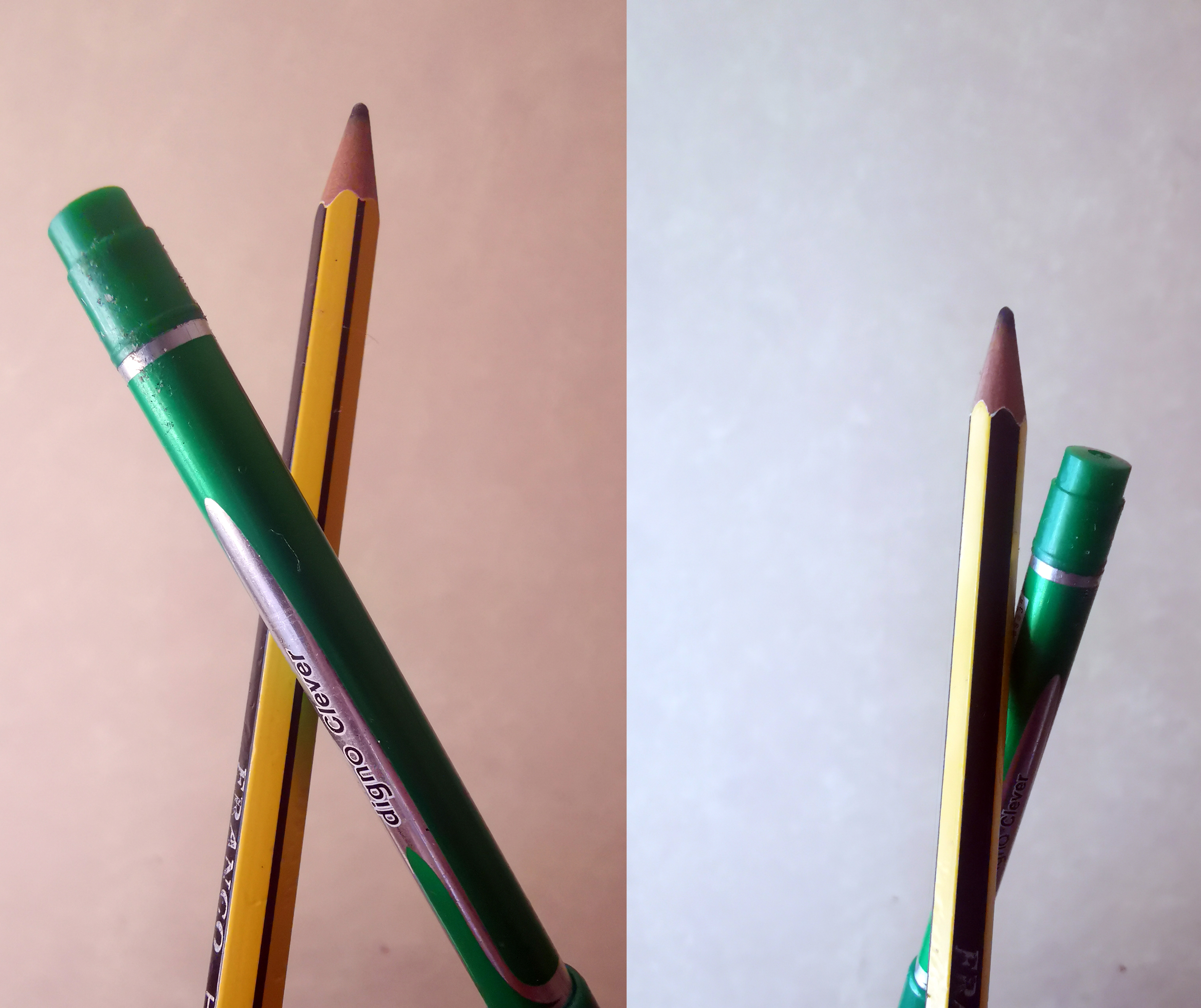
خطان متقاطعان وليسا متخالفان